# Malleus Maleficarum
"Martelo das Feiticeiras o qual destrói as bruxas e a sua heresia, como uma espada de dois gumes" (do latim "Malleus Maleficarum, Maleficas & earum haeresim, ut framea potentissima conterens"), ou apenas Malleus Maleficarum, também conhecido comumente como O Martelo das Bruxas, ou O Martelo das Feiticeiras, é um livro, ou manual inquisitorial, publicado em 1486 ou 1487 pelo dominicano, Heinrich Kraemer (também conhecido por Heinrich Institoris) e por James Sprenger, na Alemanha, em cumprimento à bula papal Summis Desiderantis Affectibus de Inocêncio VIII e, segundo uma fonte, a pedido deste — sobre um manual de combate aos praticantes de heresias — e que tornou-se o guia dos inquisidores pelo restante do século XV e seguintes; embora no período existam outros manuais, este é um dos mais cruéis, ensinando sobre o ódio, tortura e morte.
Segundo alguns autores, o Malleus Maleficarum nunca teria sido aceito pela Igreja, sendo incluído no "Índice dos Livros Proibidos" do catolicismo (do latim "Index Librorum Prohibitorum") e seus autores teriam sido excomungados. Contudo, outros autores, como Åsa Bergenheim, sustentam o contrário: o primeiro Index só foi publicado depois de 1559, e não incluía o livro, que também não se encontrava nas edições posteriores do Index. Por outro lado, Heinrich Kraemer foi censurado pela Inquisição em 1490 por recomendar métodos antiéticos e ilegais, e por não seguir as doutrinas ortodoxas da igreja relativamente à demonologia, mas nunca foi excomungado e gozou até de bastante prestígio.
O livro é dividido em três partes; na primeira, relata as propriedades do demônio e sua ligação com a bruxaria; a segunda trata de como lidar com os malefícios durante o dia-a-dia; finalmente, a terceira parte faz a descrição de como proceder aos julgamentos e como cumprir as sentenças.
Apesar de seu conteúdo obscuro, é uma obra da Idade Moderna, havendo surgido poucos anos antes da viagem de Colombo e contemporânea da obra de Pico della Mirandola, base do humanismo florentino.
Embora o livro original traga uma dupla autoria, modernamente é consenso que o papel do então renomado autor Sprenger na escrita deste livro deva ser mínima.

## Precedentes históricos
Muitas leis europeias bastante antigas já traziam artigos punindo as práticas mágicas — como por exemplo a lei sálica, de Clóvis ainda no século V que prescrevia várias multas para as práticas de bruxaria, especialmente as mortais ou referentes ao nó da bruxa.
Em 1326 o papa João XXII emitiu a bula Super Illius Specula, na qual a bruxaria passou ao rol de heresia já que, segundo as doutrinas em voga, suas práticas implicavam em pactos demoníacos e infidelidade com a fé cristã — o que autorizava a Inquisição a tratar de seu combate.
Durante todo o século XV então em várias regiões surgiram processos contra a feitiçaria, bem como tratados de demonologia foram sendo publicados.
Várias bulas foram publicadas por João XXII e Bento XII (do Papado de Avinhão) que tratavam de formas como lidar com as bruxarias, anatematizando essas abominações; também trataram do tema Gregório XI, Alexandre V e Martinho V; Eugênio IV emitiu quatro bulas que iam contra a feitiçaria e a magia negra, a primeira delas para o inquisidor florentino Pôncio Fougeyron; Nicolau V, em 1 de agosto de 1451 emitiu uma bula ao inquisidor dominicano Hugo Niger; a lista se encerra com as bulas emitidas por Calisto III e Pio II, que denunciavam a necromancia.
Digno de nota é que Alexandre IV enviou duas bulas, primeiro aos franciscanos e depois aos dominicanos, em 1258 e 1260, dizendo para que se esquivassem de julgar casos de feitiçaria, salvo quando tenha ficado patente que se tratava de clara heresia.
Foi contudo quando subiu ao trono papal Francesco della Rovere como Sisto IV que as feiticeiras passaram a ser vistas como integrantes de um complô internacional através de sociedades de bruxas, e foi o responsável pela nomeação de Torquemada como Grande Inquisidor de Castela e, finalmente, sua bula Summis desiderantes affectibus, que deu aos inquisidores poderes que até então eles não possuíam.

## A mulher como instrumento do Diabo, para Institoris

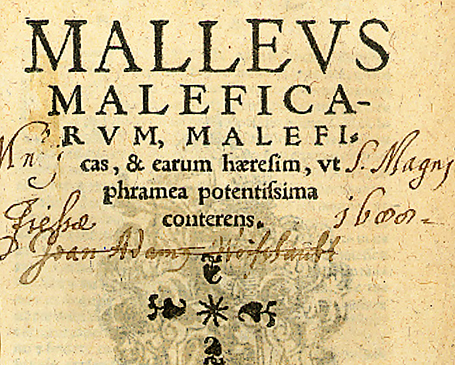
Título do Malleus, em edição de 1520.
Exemplar da Biblioteca da universidade de Sidney.

A maior inovação da obra do inquisidor Institoris (Kraemer) foi justamente atribuir exclusivamente à mulher a condição de "bruxa" — o que inicialmente não foi aceito mesmo por seus contemporâneos; antes da publicação do livro, e de posse da bula papal, ele havia empreendido esforços para processar mulheres suspeitas de bruxaria, lançando-se numa vigorosa investigação em Innsbruck mas, apesar de alegar ter encontrado uma cidade repleta de feiticeiras, as autoridades locais mostraram-se relutantes em fazer qualquer coisa contra elas; também os magistrados e o próprio bispo, Georg Golser, foram-lhe hostis na pretensão punitiva, em outubro daquele ano.
Durante um interrogatório preliminar Institoris procurou conectar um desvio sexual feminino com a bruxaria, e o fez de tal forma que pareceu ofensivo aos seus anfitriões, que se mostraram claramente relutantes em aceitar a condição de bruxas como ele entendia; um autor chegou a comentar que Institoris reivindicava algo que não poderia provar; o fato foi que com todo o clima contrário, junto aos ardis de um advogado e a erros processuais cometidos pelo próprio Institoris, os seus processos ali foram arruinados. Ele insistiu em tentar reavivar os processos, mas só obteve negativas e finalmente recebeu uma ríspida ordem episcopal para sair da cidade, ou ficasse para sofrer a ira das famílias cujas esposas e filhas ele tinha ofendido.
Como resposta a este tratamento tão adverso ele escreveu seu tratado, o Malleus Maleficarum ou Martelo das Bruxas que, assim como seu trabalho inquisitorial fracassado, não foi geralmente aceito — no qual procura de forma sistemática e abrangente descrever as bruxas, seu caráter e comportamento e ainda expor um resumo das medidas legais e espirituais a usar contra elas.

### Não existem bruxos, só bruxas

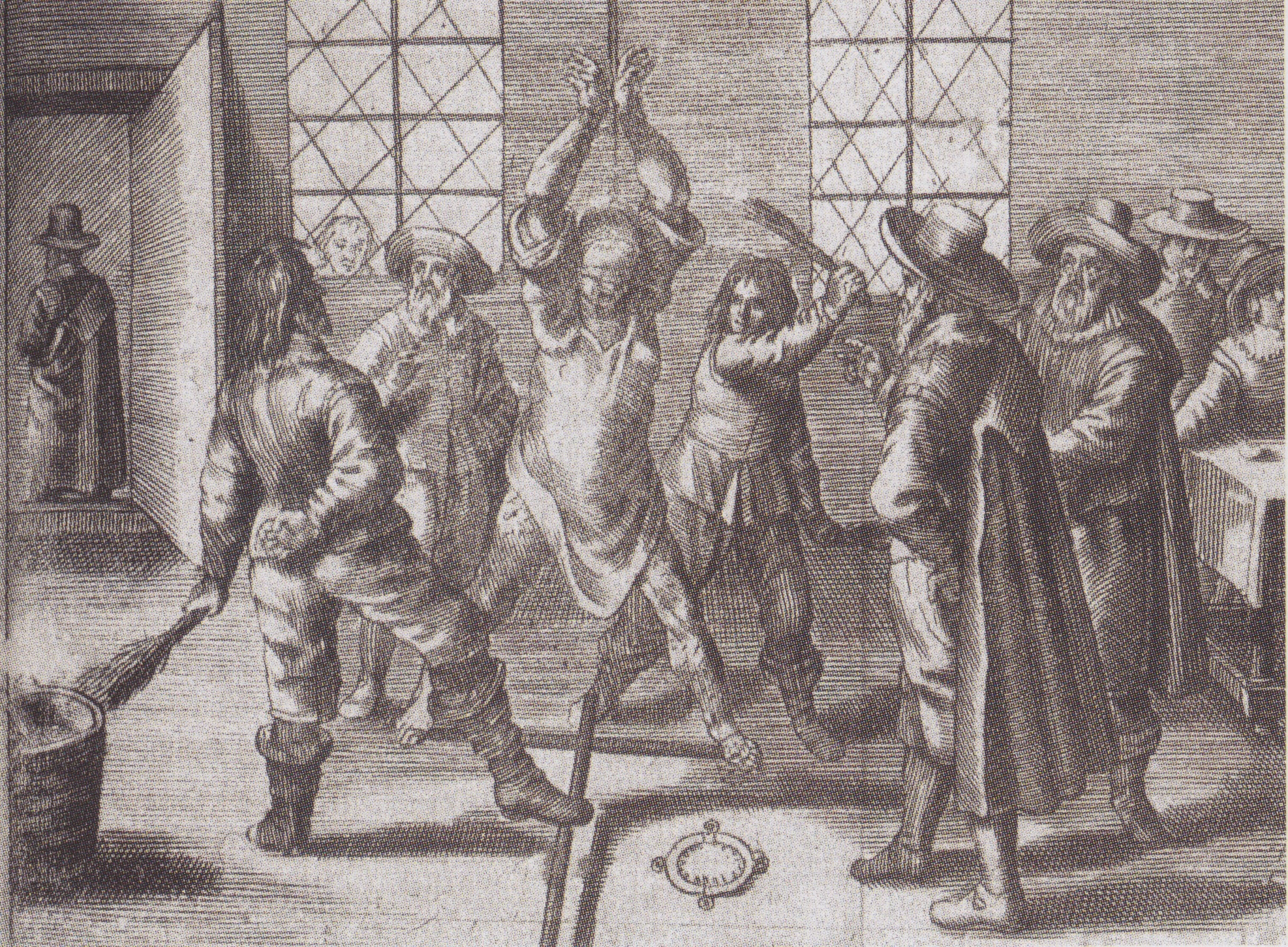
Mulher suspeita de bruxaria é interrogada por inquisidores

É marcante na obra de Institoris que a bruxaria era algo exclusivamente feminino — enquanto outros autores da época consideravam que as mulheres eram apenas propensas à superstição — ele foi além, afirmando que os pontos fracos tornavam a mulher passível às ciladas do Diabo, em corpo e espírito — sendo o único inquisidor até então a ligar a bruxaria como algo inerente com o sexo feminino; isto para ele era algo simples, um fato verificado por meio de sua própria experiência e pelo senso comum — e qualquer prova em contrário era prontamente posta de lado por ele.
O Malleus, fruto deste pensamento, trata a existência de bruxos como algo minimizado, como realmente exceções; os magos, por exemplo, não são bruxos ou porque eles só usam de poderes naturais ocultos ou porque estão iludidos pensando que agem sob comando ou influência do demônio: eles, ao contrário das bruxas, jamais poderão estar ligados ao Diabo, pois isto só ocorre por meio de um pacto explícito selado com a relação sexual, desconsiderando portanto a homossexualidade.
Assim, Institoris chama os homens que trabalham com as formas populares de magia de "superstitiosi" ou de "magi", em vez de bruxos ("malefici"); caso lapidar, diz ele, foi o de um homem chamado Hengst que era famoso pela cura dos males frutos de magia, a ponto que multidões iam consultá-lo mesmo no auge do inverno — e como ele próprio dizia antes que apenas as bruxas tinham o poder de remover os malifícios, poder-se-ia concluir que seria tratado como "bruxo" — mas não: ele diz que Hangst era um mero supersticioso.
Ao interpretar o Formicarius, de Johannes Nider, mesmo quando no original se diz que um "maleficus" confessara ter convocado o Diabo para matar um inimigo, Institoris evita cuidadosamente em falar em "bruxo", referindo-se a ele de forma indireta.
Nenhum tratado anterior foi tão enfático em mostrar o sexo feminino como instrumento satânico quanto este; pode ser considerado um marco na demonização da mulher, expondo-a à perseguição e ao castigo.

## Conteúdo

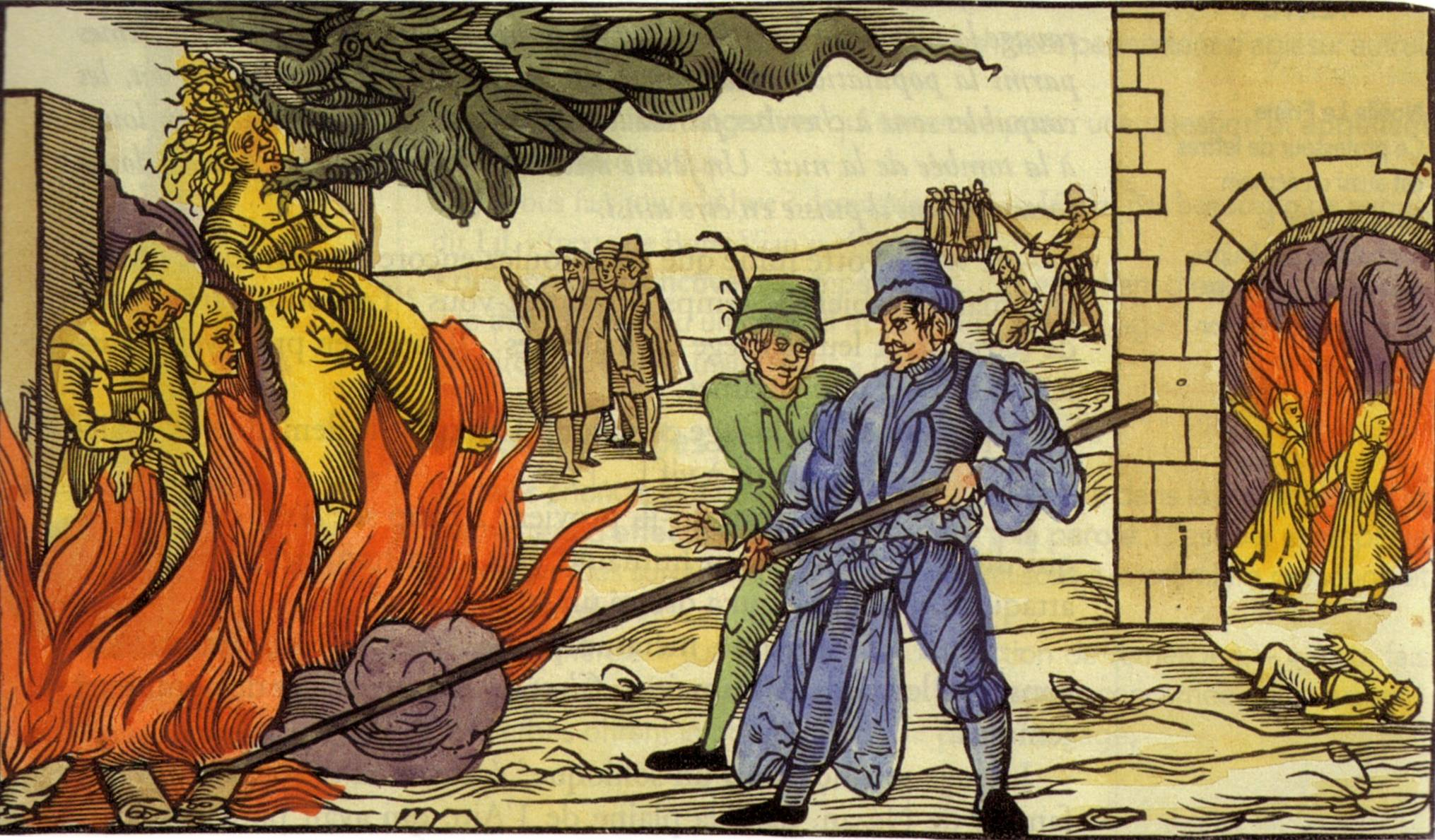
Mulheres levadas à fogueira, por bruxaria (Derenburg, Alemanha, 1555)

Embora desde a antiguidade, e em muitas culturas além da Europa, a mulher fosse temida, isto só atingiu seu ápice quando ela teve reconhecido o seu papel como agente demoníaco, e nenhum outro tratado foi tão específico neste mister quanto o Malleus, foi um marco na demonização da mulher e das práticas religiosas populares, sendo o manual da maioria dos inquisidores durante a "caça às bruxas".
Assim é que Institoris afirma, pela primeira vez: “É um fato que maior número de praticantes de bruxaria é encontrado no sexo feminino. Fútil é contradizê-lo: afirmamo-lo com respaldo na experiência real, no testemunho verbal de pessoas merecedoras de crédito.” Ele embasa suas ideias colocando a mulher como herdeira do pecado original: “[…] em virtude dessa falha, a mulher é animal imperfeito, sempre decepciona e mente.”
A falta de memória das mulheres, segundo o Malleus, é uma das causas para sua propensão ao mal — já que não conseguem guardar muitas coisas nas lembranças, seguem mais seus impulso e instintos, estando muito mais afeitas a cair em pecado: "E, com efeito, assim como, em virtude da deficiência original em sua inteligência, são mais propensas a abjurarem a fé, por causa da falha secundária em seus afetos e paixões desordenados também almejam, fomentam e infligem vinganças várias, seja por bruxaria, seja por outros meios. Pelo que não surpreende que tantas bruxas sejam desse sexo."
Institoris deixa claro a origem feminina do mal, e qual motivo absolve os homens: "Há três coisas insaciáveis, quatro mesmo que nunca dizem: Basta! A quarta é a boca do útero. Pelo que, para saciarem a sua lascívia, copulam até mesmo com demônios. Poderíamos adiantar ainda outras razões, mas já nos parece suficientemente claro que não admira ser maior o número de mulheres contaminadas pela heresia da bruxaria. E por esse motivo convém referir-se a tal heresia culposa como a heresia das bruxas e não a dos magos, dado ser maior o contingente de mulheres que se entregam a essa prática. E abençoado seja o Altíssimo, que até agora tem preservado o sexo masculino de crime tão hediondo: como Ele veio ao mundo e sofreu por nós, deu-nos, a nós homens, esse privilégio."
O livro de Kramer também alegava que as bruxas tinham a capacidade de roubar o pênis dos homens por meio de ilusões. Numa das suas afirmações mais bizarras, alegou que pessoas costumavam encontrar 20 ou 30 pénis juntos, como um ninho de pássaros, que rastejavam e se alimentavam de grãos.

## Edições recentes
No Brasil foi publicado pela editora Três em 1976 com o título Malleus Maleficarum: Manual de Caça às Bruxas e, posteriormente, pela editora Rosa dos Tempos com o título O Martelo das Feiticeiras.